# Ковельська вулиця (Луцьк)
Ковельська вулиця — магістральна вулиця Луцька, що починається в Центральному районі від майдану Братський міст, перетинає райони Красне та Кічкарівка, і переходить у дорогу на Ковель. Міст через річку Стир розділяє магістраль на дві частини. Одна з найдовших вулиць міста — майже 3,5 км.

## Історія

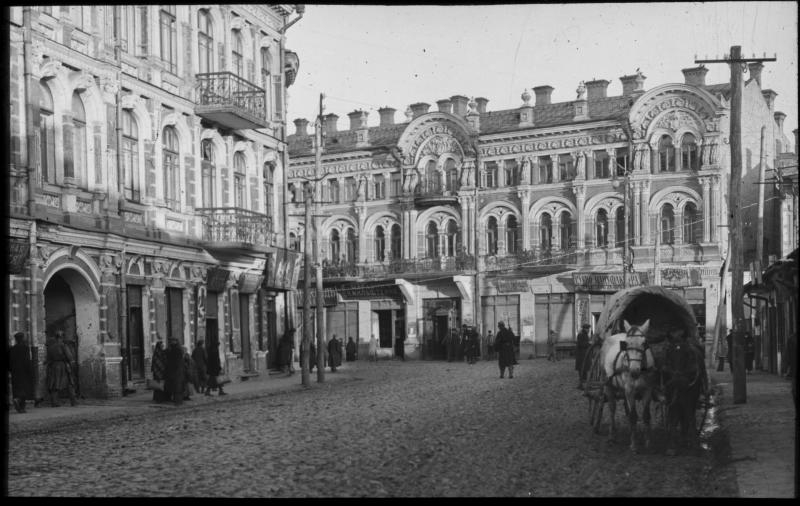
Початок Ковельської, 1920-30-і роки

Ковельська почала формуватися вздовж давньої господарської дороги, що вела від Глушецьких міських воріт до водяного млина й переправи через Стир. Уперше ця вулиця згадується в ревізії Луцька 1789 року як така, що з'єднувала Глушецький міст (через нині зниклу річку Глушець) із Красненським (через Стир). Її перша відома назва — Шосейна.
Після проведення через Красненський міст шосе Київ-Брест початок сучасної Ковельської злився з теперішньою Лесі Українки у Г-подібну вулицю. Забудова велася на межі XIX—XX століть переважно одно-двоповерховими будинками. На ній знаходилась пасажирська водна станція, паровий млин та електростанція. Від млина живився генератор першого в Луцьку біоскопа. Коли через село Красне біля Луцька пролягало шосе, уздовж нього почала формуватися вулиця Красненська. Там розташовувалась поштова станція та конюшні, а згодом — повітова поліція. Між будинком поліції та садибою її начальника було прокладено першу в Луцьку телефонну лінію. 1916 року, у часи австрійської окупації, вулиця згадується під назвою Варшавська. 1920 року польський магістрат присвоїв їй назву імені Тадеуша Костюшка.
У часи німецької окупації, 1941 року, вулиця вперше згадується як Ковельська. На ній знаходилась пекарня, пивзавод і фабрика сільськогосподарських машин. Ця назва зберігалася до 1966 року, коли її перейменували на Лесі Українки.
1990 року їй повернули назву Ковельська, а вулицею Лесі Українки стала називатися колишня Радянська. З 2016 на Ковельській почалося будівництво житлового масиву багатоповерхівок.